# 小沼綺音
小沼 綺音（こぬま あやね、2000年3月18日 - ）は、日本の女性タレント。テレビ東京の番組「青春高校3年C組」の元生徒で、同校軽音部「地球の音」の元メンバー。ミスiDでは「カロナール」名義で活動。TWIN PLANET ENTERTAINMENT所属。東京都出身。

## 略歴
2018年5月21日より秋元康とテレビ東京が手掛けるバラエティ番組「青春高校3年C組」に入学希望者（1期生第8週）として出演し、合格。5月28日よりクラスメイトとして出演。出席番号は16。6月25日、同校軽音部のユニット「Hey!School」にキーボーディストとして加入した（のちに「地球の音」として再編成）。
2019年7月29日、新木場STUDIO COASTで行なわれたガールズフェスタ「TGC（東京ガールズコレクション） teen 2019 Summer」に出演した。8月16日、自身の座長公演では超満員となり、スタジオ公演（テレビ東京内）史上最大（当時）の立ち見客40人も出た。11月23日、「カロナール」名義で講談社主催のミスiD2020 TOKYOブラックホール賞に選出された（応募者数約3,500名、CHEERZの最終ランキングはファイナリスト全121名中21位）。12月20日、生徒間で行なわれた第2回ラインライ部オーディションで1位になり、番組内インフォマーシャルの登場権を獲得した。
2020年1月22日、青春高校3年C組「君のことをまだ何にも知らない（女子アイドル部）」のカップリング曲でCDデビューした。レコード会社はUNIVERSAL MUSIC JAPAN、レーベルは傘下のEMI Records、参加曲は「Never ending time（青春高校3年C組）」（全盤共通）と「好きならYeah!Yeah!Yeah!（軽音部）」（通常盤Type D）。オリコン週間シングルランキングでは最高7位を記録した。
2021年3月31日、卒業記念アルバム「また会いたいと思える友に、人生で何人巡り逢えるか？」が発売され、オリコン週間アルバムランキングで13位を記録した。4月1日の放送回をもって、青春高校のプロジェクトが終了した。6月2日、自身のTwitterでLSP（ライバーサポートプログラム）専属ライバーになったことを発表した。
2025年現在、7000人以上の所属者数を誇る業界最大規模のライバー事務所、321.incの専属ライバーとして、株式会社ディー・エヌ・エーが運営するライブ配信アプリ、ポコチャで活動中。
また配信と並行して321.incのアイドル部部員としても活動を行なっている。

## 人物
- 一人っ子。大阪府で生まれ、小学生までは神戸市に住んでいた。

- 見た目が小学生に間違えられることから、自らを「合法ロリータ」と呼んでいる[27][28]。

- 「青春高校3年C組」に応募したきっかけは母親の勧めによるものだが、いろんな人を楽しませられたらいいと語っている[6]。

- 好きな本は夏目漱石の「こゝろ」[29]、重松清の「その日のまえに」[2]。

- 好きなアーティストはおいしくるメロンパン、ポルカドットスティングレイ、THE ORAL CIGARETTES、フレデリック[30]。

- カミングアウトしたいことは地獄に住んでいること[9]。

- 青春高校の合格者として自分の名前が呼ばれた時、感激して「やばたにえん」しか言えなくなり、その後他の出演者にも感染した。この「やばたにえん事件」は、後日発表された2018年度「1学期の事件簿ベスト10」において5位を獲得した[31]。

- 番組内のリップシンク部では同期の黒田照龍とペアを組み、仲直りの一言を求められる企画で少し大人びた言葉を披露している[32]。のちにこの二人は「こいつら付き合ってほしいGP」で視聴者投票1位を獲得し[33]、ガチデート企画が行われるなど仲の良さを見せつけた[34]。

- 軽音部ではマイペース振りを発揮するなどムードメーカー的存在だが[35]、コンビニの店員とできるだけ話したくないので必要最低限の声量でおでんを注文していることを明かすなど、かなりの陰キャとしても知られる[36]。

- 深夜、番組で共演する生徒に謎のLINEを送って困らせることがあった。

- 青春高校の担任を務める東京03の飯塚悟志が生徒にナメられている問題を解決するという企画では、「サトシ、コント頑張って！」「まゆみっくす（奥さんの愛称）、大切にしてね」などとイジり、ドSな一面を見せている[37]。バレンタインデーに女子生徒によって行われた手作りチョコレート対決でも、キャラメルのマフィンを作って恋人役の飯塚に食べてもらい、「何まゆみっくすですか」と聞いた[38]。（ちなみに答えは「5まゆみっくす」だった。）

- 好きな子に振られた男子を励ますカワイイ一言をショートムービーで撮影する企画では、「ずっと見てるからさ」「普通にカッコいいと思うんだけどな」と萌えキュンワードを連発し、相手役を務めた飯塚を翻弄している[39]。

- デビューシングルのヒット祈願として生徒36人で行なわれた駅伝では、並走したディレクターから何度も質問されることで機嫌が悪くなり、途中から無視し始めるなど冷たい対応をしている[40]。

- ミスiD実行委員長の小林司は「静かにしてれば美少女」[41]、審査員の佐久間宣行は「面倒くさいんだけど面白い」、SPOTTED PRODUCTIONSは「遠くから見ていたい」、吉田豪は「吉田豪賞を出しても良かった」とそれぞれ評している[2]。また吉田はミスiÐ応募書類の体重29キロ（当時）の表記に衝撃を受けたと語っている[42]。

- 企画「シチュエーション一言GP」では「お風呂、一緒に入ろうよ」[43]、「照れずにカワイイセリフ言い切れ！」では「好き、大好き、大大大好き」など直接的で大胆な言葉を発している[44]。

- 土佐兄弟に悩みをカミングアウトする企画では、母親がエッチな動画を観ていたことに気づいて以来、あまり母親と話せなくなったと明かしている[45]。

- 青春高校の卒業式では、「世界を幸せにしたい」と将来に向けて宣言をした[46]。

- 2021年4月、大学に進学した。専攻は日本文学[47]。

## 受賞歴
「カロナール」名義
- ミスiD2020 TOKYOブラックホール賞（2019年11月23日、講談社）[14][48]

## 出演
青春高校3年C組としての出演については「青春高校3年C組#イベント」を参照

### テレビ
- 青春高校3年C組（2018年5月21日 - 2021年4月1日、テレビ東京）

### テレビドラマ
- あなた犯人じゃありません 第1話 - 第3話・第6話（2021年1月8日 - 29日・2月19日、テレビ東京）- 本人 役[49]

### 映画
- 地獄のSE（2023年9月）[50]

### ファッションショー
- TGC teen 2019 Summer（2019年7月29日、新木場STUDIO COAST）[12]

### CM
- LINE LIVE（2020年2月3日 - 3月27日、「青春高校3年C組」番組内）
- LINE（2020年4月7日 - 12月22日、「青春高校3年C組」番組内）[51]

### 広告
- LINE LIVEポスター（2020年6月1日 - 14日、JOL原宿）[52][53]
- pluskirei「pink lip（ピンクリップ）」 アンバサダー（2020年9月、キャピタルビューティージャパン）[54]
- 「HANATSUYU 美容液」アンバサダー（2020年10月、グラディア）[55]
- nesno「balance veil（バランスベール）」アンバサダー（2020年11月、日東精肌）[56]
- MEDUSA「Fragrance HairSpray」アンバサダー（2020年12月、ボルゴ・トレード）[57]
- GREFAS「MULTI BALM」アンバサダー（2021年4月、北海道ナチュラルバイオグループ）[58]

### ミュージック・ビデオ
- 青春高校3年C組 「夕焼けはなぜ、一瞬なのか？」（2018年12月24日）[59]
- 青春高校3年C組 担任一同「たった一つだけの約束」（2020年1月23日）[60]
- 藍色アポロ「カゲロウ37℃」（2020年11月26日）[61]
- 青春高校3年C組「また会いたいと思える友に、人生で何人巡り逢えるか？」（2021年4月1日）[62]

### ネット配信
- 青春高校3年C組（2018年6月20日・2020年4月5日・5月10日・5月11日 ・7月14日・7月19日・2021年4月1日、YouTubeチャンネル）
- 青春高校3年C組 YouTu部（2018年9月12日・2019年2月6日、YouTubeチャンネル）
- 青春高校3年C組（2019年3月1日 - 2021年4月1日、LINE LIVE）
- 青春高校3年C組 あわあわダンス選手権（2019年6月15日、TikTok）[63]
- 「青春高校3年C組」ラインライ部 オリジナル配信！（2020年1月31日、LINE LIVE）
- 猫舌SHOWROOM（2020年5月12日、SHOWROOM）[64]
- インターネット・サイン会（2020年7月30日・2021年3月16日、リミスタ）[65][66]

「地球の音」
- 青春高校3年C組 軽音部（2020年1月11日、3月15日、YouTubeチャンネル）
- 「青春高校3年C組」軽音部 地球の音 SP！（2020年6月26日、LINE LIVE）[67]

### ラジオ
- 青春高校ラジオ部（2019年1月25日、YouTubeチャンネル）

「地球の音」
- 青春高校3年C組 涌嶋茜の元気びんびん！わくちんラジオ（2020年9月30日、渋谷クロスFM）[68]

### イベント
- 即興コントステージ ～X’mas公演～（2021年12月12日、四谷三丁目ドリームシアター）[69]＊体調不良により辞退[70]

「カロナール」名義
- ミスiDセミファイナリストの部屋 第一夜（2019年8月26日、LOFT9 Shibuya）[71]
- ミスiDフェス2020 －卒業式－（2019年11月23日、講談社）
- ミスiD2020 後夜祭（2019年12月10日、東京カルチャーカルチャー）[72]
- ミスiDカフェ（2020年2月16日、野菜倶楽部 オトノハカフェ）[73]
- ミスiDトークカフェ（2021年12月26日、池袋ホールミクサ）[74]

「地球の音」
- メジャーデビューシングル発売記念 新年会＆アトラクション会（2020年1月5日、池袋マルイ）[75]

## 音楽
「地球の音」でキーボードを担当

### ライブ
- ALL I NEED IS YOU（2019年10月11日、高円寺Club ROOTS!）[76]
- チカマツからはじめまして大矢梨華子です！vol.5（2019年11月27日、下北沢近松）[77]
- メジャーデビューシングル発売記念 ミニライブ＆アトラクション会（2019年12月8日池袋マルイ、同15日ららぽーと新三郷、同23日東京スカイツリータウン、同25日池袋マルイ、2020年1月12日渋谷タワーレコード、同22日ヴィーナスフォート、同24～26日渋谷マルイ）[75]
- ザ・ラヂオカセッツ企画「ラヂオのお時間」（2020年1月12日、吉祥寺Warp）[78]

### ディスコグラフィ

#### シングル
| 枚 | リリース日    | タイトル                                                  | 販売形態 | 規格品番   | 形態         | 参加曲                                                                         | オリコン 最高位 |
| -- | ------------- | --------------------------------------------------------- | -------- | ---------- | ------------ | ------------------------------------------------------------------------------ | --------------- |
| 1  | 2020年1月22日 | 君のことをまだ何にも知らない （青春高校3年C組アイドル部） | CD+DVD   | UPCH-80527 | 通常盤Type A | Never ending time（青春高校3年C組）                                            | 7位             |
| 1  | 2020年1月22日 | 君のことをまだ何にも知らない （青春高校3年C組アイドル部） | CD+DVD   | UPCH-80528 | 通常盤Type B | Never ending time（青春高校3年C組）                                            | 7位             |
| 1  | 2020年1月22日 | 君のことをまだ何にも知らない （青春高校3年C組アイドル部） | CD+DVD   | UPCH-80529 | 通常盤Type C | Never ending time（青春高校3年C組）                                            | 7位             |
| 1  | 2020年1月22日 | 君のことをまだ何にも知らない （青春高校3年C組アイドル部） | CD+DVD   | UPCH-80530 | 通常盤Type D | Never ending time（青春高校3年C組） 好きならYeah!Yeah!Yeah!（軽音部 地球の音） | 7位             |
| 1  | 2020年1月22日 | 君のことをまだ何にも知らない （青春高校3年C組アイドル部） | CD       | PDCN-5030  | WEB盤        | Never ending time（青春高校3年C組）                                            | 7位             |
| 2  | 2020年7月29日 | 好きです （青春高校3年C組アイドル部）                     | CD+DVD   | UPCH-80535 | 通常盤Type A | ずっと会えなかった（青春高校3年C組）                                           | 4位             |
| 2  | 2020年7月29日 | 好きです （青春高校3年C組アイドル部）                     | CD+DVD   | UPCH-80536 | 通常盤Type B | ずっと会えなかった（青春高校3年C組）                                           | 4位             |
| 2  | 2020年7月29日 | 好きです （青春高校3年C組アイドル部）                     | CD+DVD   | UPCH-80537 | 通常盤Type C | ずっと会えなかった（青春高校3年C組）                                           | 4位             |
| 2  | 2020年7月29日 | 好きです （青春高校3年C組アイドル部）                     | CD+DVD   | UPCH-80538 | 通常盤Type D | ずっと会えなかった（青春高校3年C組） 自分のうた（軽音部 地球の音）             | 4位             |
| 2  | 2020年7月29日 | 好きです （青春高校3年C組アイドル部）                     | CD       | PDCN-5031  | WEB盤        | ずっと会えなかった（青春高校3年C組）                                           | 4位             |

## 書籍
- 週刊プレイボーイ（2019年8月26日号、集英社）[27]
- mercari MAGAZINE（2020年3月9日、メルカリ）[79]
- 月刊 HMV&BOOKS（2020年3月15日号、ローソンエンタテインメント）[80]
- Top Yell NEO 2020 SPRING（2020年3月28日、竹書房）[81]
- NewsCrunch（2021年3月21日 ‐ 5月18日、ワニブックス）[82]
- NewsCrunch（2021年7月14日 ‐ 、ワニブックス） ‐ 連載コラム「小沼の「幸せ沼」にハマろうぜ」[83]